# Lithostege ali
Lithostege ali är en fjärilsart som beskrevs av Edward P. Wiltshire 1941. Lithostege ali ingår i släktet Lithostege och familjen mätare. Inga underarter finns listade i Catalogue of Life.